# Ben Wallace
Robert Ben Lobban Wallace (Farnborough, 1970. május 15. –) konzervatív brit politikus, 2019 és 2023 között az Egyesült Királyság védelmi minisztere. Wyre és Preston North (korábban Lancaster és Wire) választókerület képviselője 2005-től. 
Mielőtt parlamenti képviselő lett volna, 1999 és 2003 között a skót parlament listáról megválasztott tagja volt. 2003-ban Lancashire-be költözött, ahol két év múlva parlamenti mandátumot szerzett. Ezt követően 2010 és 2014 között Kenneth Clarke igazságügyminiszter parlamenti magántitkárává nevezték ki. Wallace 2014 júliusa és 2015 májusa között whipként szolgált. A 2015-ös általános választásokat és a  Cameron-kormány megalakulását követően az Észak-Írországért Felelős Iroda parlamenti alállamtitkárává nevezték ki. 2016-ban Theresa May a biztonságért és a gazdasági bűnözésért felelős államminiszterré nevezte ki, a posztot egészen 2019 júliusáig töltötte be. Boris Johnson támogatójaként Wallace védelmi miniszteri posztot kapott az első majd a második Johnson-kormányban, ezen pozícióját Johnson lemondása után, a Truss-kormányban, majd a Sunak-kormányban is megtarthatta.

## Fordítás
Ez a szócikk részben vagy egészben  a   Ben Wallace (politician) című angol Wikipédia-szócikk ezen változatának fordításán alapul.  Az eredeti cikk szerkesztőit annak laptörténete sorolja fel. Ez a jelzés csupán a megfogalmazás eredetét és a szerzői jogokat jelzi, nem szolgál a cikkben szereplő információk forrásmegjelöléseként.